# Старе-Място (Подкарпатское воеводство)
Ста́ре-Мя́сто (пол. Stare Miasto) — село в Польше в сельской гмине Лежайск Лежайского повета Подкарпатского воеводства.

## География
Село располагается в 3 км от административного центра гмины города Лежайск и в 41 км от административного центра воеводства города Жешув.

## История
На территории современного села до 1594 года находился основанный в 1354 году населённый пункт Лежайск, именем которого позднее стал называться современный Лежайск. В XVI веке в селе находился речной порт на реке Сан.
В 1975—1998 годах село входило в состав Жешовского воеводства.

## Население
По состоянию на 2013 год в селе проживало 1690 человек.
| Перепись  | Всего   | Всего | Женщины | Женщины | Мужчины | Мужчины |
| --------- | ------- | ----- | ------- | ------- | ------- | ------- |
| Единицы   | человек | %     | человек | %       | человек | %       |
| Население | 1690    | 100   | 862     | 51      | 828     | 49      |

## Достопримечательности
- Бывшая грекокатолическая церковь святого Николая, построенная в XIX век (в настоящее время римско-католическая церковь святого Андрея Боболи).